# Navy-Marine Corps Memorial Stadium
Das Navy-Marine Corps Memorial Stadium ist ein Stadion auf dem Campus der United States Naval Academy in Annapolis im US-Bundesstaat Maryland. Es wurde 1959 eröffnet und ist die Heimspielstätte der Navy Midshipmen Teams im American Football und Lacrosse sowie der Chesapeake Bayhawks, die in der Major League Lacrosse spielen. Des Weiteren ist das Stadion Austragungsort des Military Bowl.
Eröffnet wurde das Stadion wurde am 26. September 1959 mit einem 29:2-Sieg gegen das College of William & Mary. Die aktuelle Sitzplatzkapazität beträgt 34.000. Der Zuschauerrekord des Stadions liegt bei 38.792, der 2017 in einem Spiel am 7. Oktober aufgestellt wurde. Vor 1959 bestritten die Collegemannschaften ihre Heimspiele im Thompson Stadium, das 12.000 Zuschauern Platz bot.
Im Rahmen der Olympischen Sommerspiele 1984 in Los Angeles fanden im Stadion einige Fußballspiele statt. Im April 2018 bestritt D.C. United in der Major League Soccer ein reguläres Ligaspiel gegen Columbus Crew.
Die NHL Stadium Series 2018 fand am 3. März im Stadion statt. Bei diesem Freiluftspiel traten die Washington Capitals gegen die Toronto Maple Leafs vor 29.516 Zuschauern an.
Im Jahr 2004 wurde das Stadion renoviert.
Bis 2005 war das Spielfeld aus Naturrasen, vor Beginn der Fußballsaison 2005 wurde dieser durch FieldTurf ersetzt.

## Spiele während den Olympischen Spielen 1984
| Datum          | Begegnung   | Begegnung | Begegnung   | Ergebnis | Zuschauer |
| -------------- | ----------- | --------- | ----------- | -------- | --------- |
| 29. Juli 1984  | Frankreich  | –         | Katar       | 2:2      | 29.240    |
| 30. Juli 1984  | Jugoslawien | –         | Kamerun     | 2:1      | 15.010    |
| 31. Juli 1984  | Chile       | –         | Katar       | 1:0      | 14.508    |
| 1. August 1984 | Jugoslawien | –         | Kanada      | 1:0      | 20.000    |
| 2. August 1984 | Chile       | –         | Frankreich  | 1:1      | 28.114    |
| 3. August 1984 | Irak        | –         | Jugoslawien | 2:4      | 24.430    |